# Champs (Meurthe-et-Moselle)
Pour les articles homonymes, voir Champs.
Champs est une ancienne commune française du département de Meurthe-et-Moselle en région Grand Est. Elle fait partie de la commune d'Hagéville depuis 1809.

## Toponymie
Anciennes mentions : Campis (1254), Champel (1594), Champt (1606), Chap (1715).

## Histoire
Village de l'ancienne province des Trois-Évêchés, dans le bailliage de Metz.
La commune de Champs est réunie à celle d'Hagéville par décret du 30 janvier 1809.

## Démographie
| 1793 | 1800 | 1806 |
| ---- | ---- | ---- |
| 83   | 72   | 87   |